# TJ Plzeň-Újezd
TJ Plzeň Újezd je tradičním účastníkem 1. ligy národní házené mužů. Jeho sídlem je plzeňská čtvrť Újezd. Založen byl v roce 1915. Klub hraje domácí zápasy na hřišti v Národní ulici v Plzni – Újezdě. Hráči pro domácí zápasy používají oranžové dresy a pro zápasy venku šedivé. V ročníku 2011/12 tým vyhrál základní část a v play-off vybojoval třetí mistrovský titul (předchozí tituly získal v ročníku 2005/06 a v ročníku 2009/10). Hlavním organizačním pracovníkem klubu je Jan Procházka. Tradiční skandovaný pokřik fanoušků klubu je „Újezd, házená - to už něco znamená!“.
TJ Plzeň Újezd B je rezervní B-klub, který v ročníku 2010/11 hrál Západočeský oblastní přebor (po 1. a 2. lize třetí nejvyšší soutěž v ČR).

## Největší úspěchy
- 1. liga
  - Mistr ČR: v sezonách 2005/2006, 2009/2010, 2011/2012, 2013/2014, 2015/2016[1]
  - Poražený finalista play-off: 2007, 2009
- Český pohár
  - Vítěz: 2008